# Escuela de Suboficiales y Nivel Ejecutivo Gonzalo Jiménez de Quesada

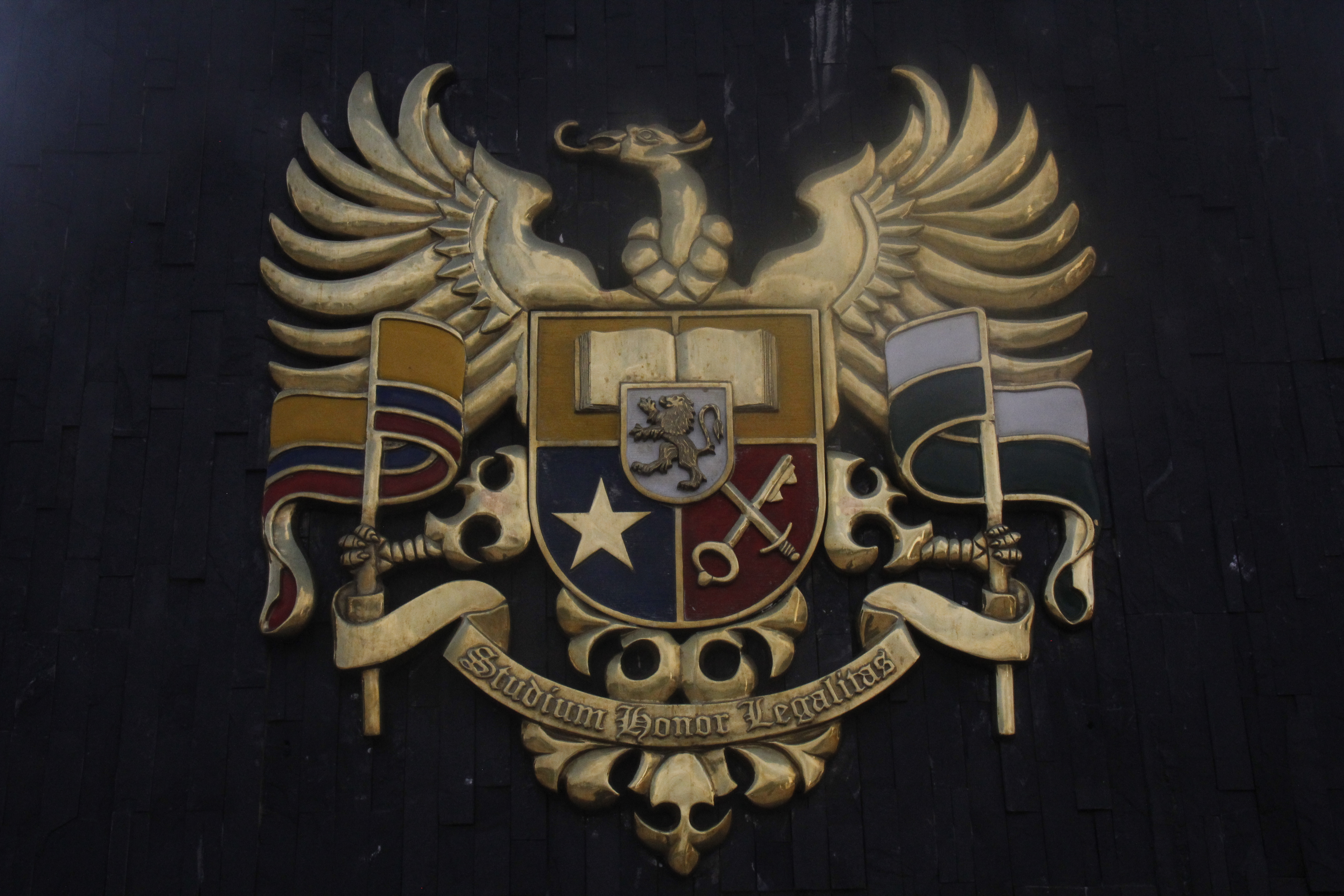
Escudo.

La Escuela de Suboficiales y Nivel Ejecutivo Gonzalo Jiménez Quesada (ESJIM) es una institución educativa vinculada a la Policía Nacional de Colombia. Está situada en Sibaté, Cundinamarca. Fue creada en 1950 y lleva su nombre en honor al fundador de Bogotá, Gonzalo Jiménez de Quesada.

## Historia
El 30 de abril de 1948 el gobierno contrató una misión de extranjeros expertos y un grupo de juristas nacionales para reestructurar la Policía. A mediados de año llegaron a Colombia doce técnicos ingleses, bajo la dirección de Douglas Gordon. Esta asesoró la reorganización de las Escuelas de instrucción. 
La Escuela de Policía Gonzalo Jiménez de Quesada fue creada en 1950, bajo la administración de Mariano Ospina Pérez. El 20 de marzo de ese mismo año inicia labores en el barrio San Cristóbal, al sur de la ciudad de Bogotá DC, con el nombre de “Escuela de Capacitación de Agentes” para necesidades de la Policía Nacional, y contó con 145 alumnos.

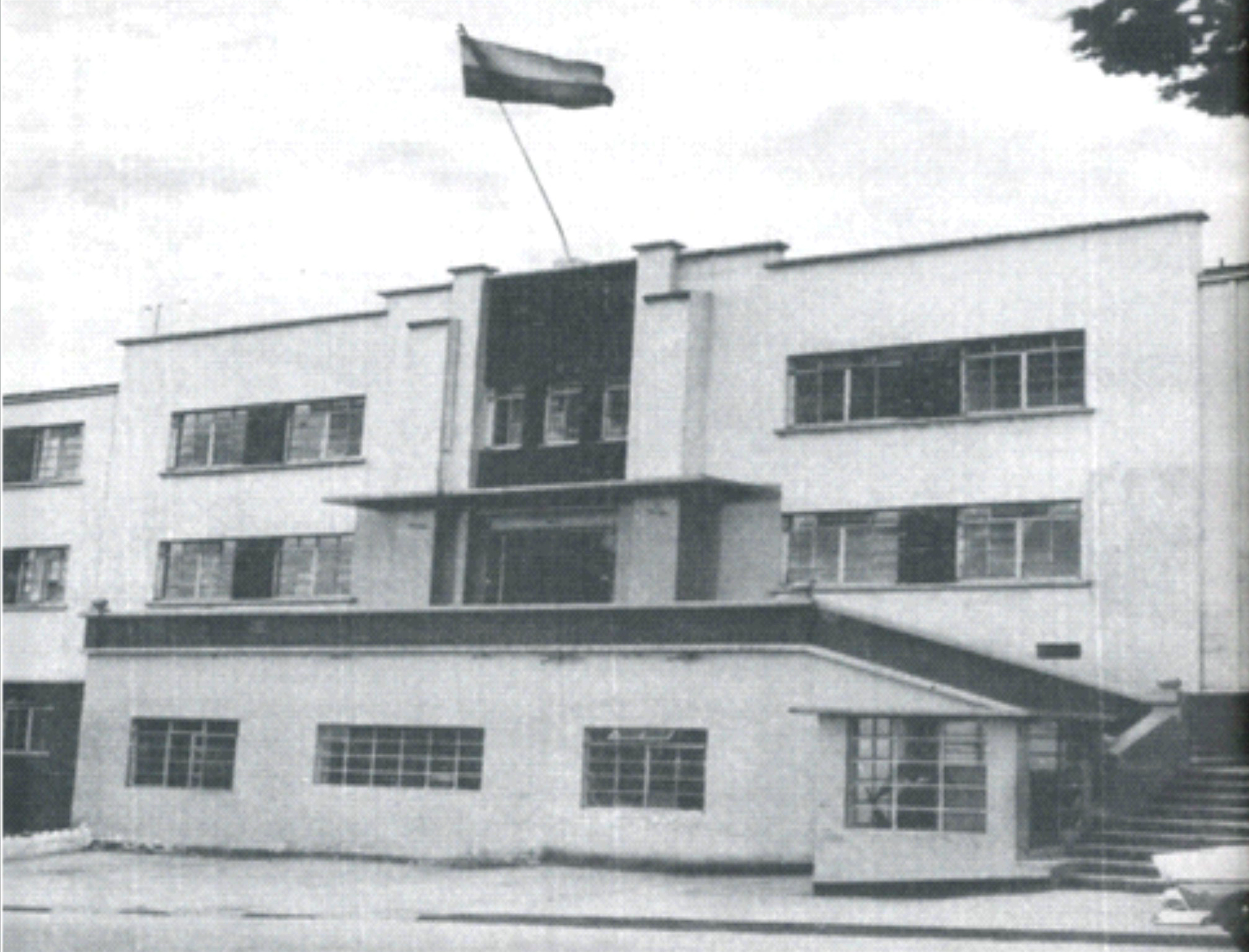
Sede de La Perseverancia.

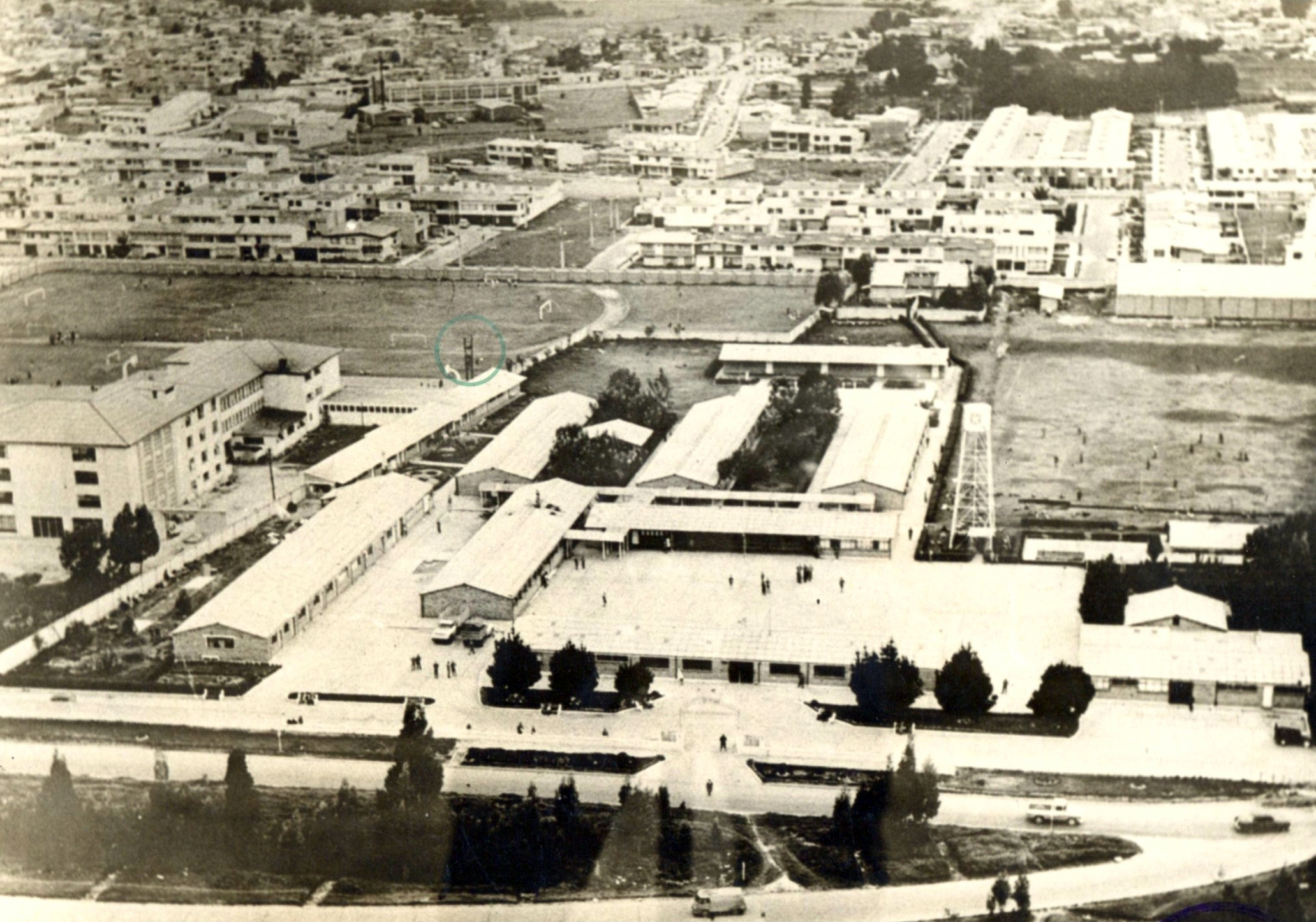
Sede de la calle 100 con Autopista Norte.

El Gobierno ordenó a la Quinta División del Ejército devolver a la Policía Nacional el edificio de La Perseverancia. El 16 de febrero de 1951, se efectúa el traslado a la segunda sede. Se ordena reorganizar las instalaciones del estado en ruinas que había dejado el ejército después de su ocupación por el Bogotazo. En 1958 se le dio el nombre de Escuela Nacional de Suboficiales. El 5 de marzo de 1958 se trasladó a la tercera sede, en la calle 100 con Autopista Norte.

#### Hacienda San Benito

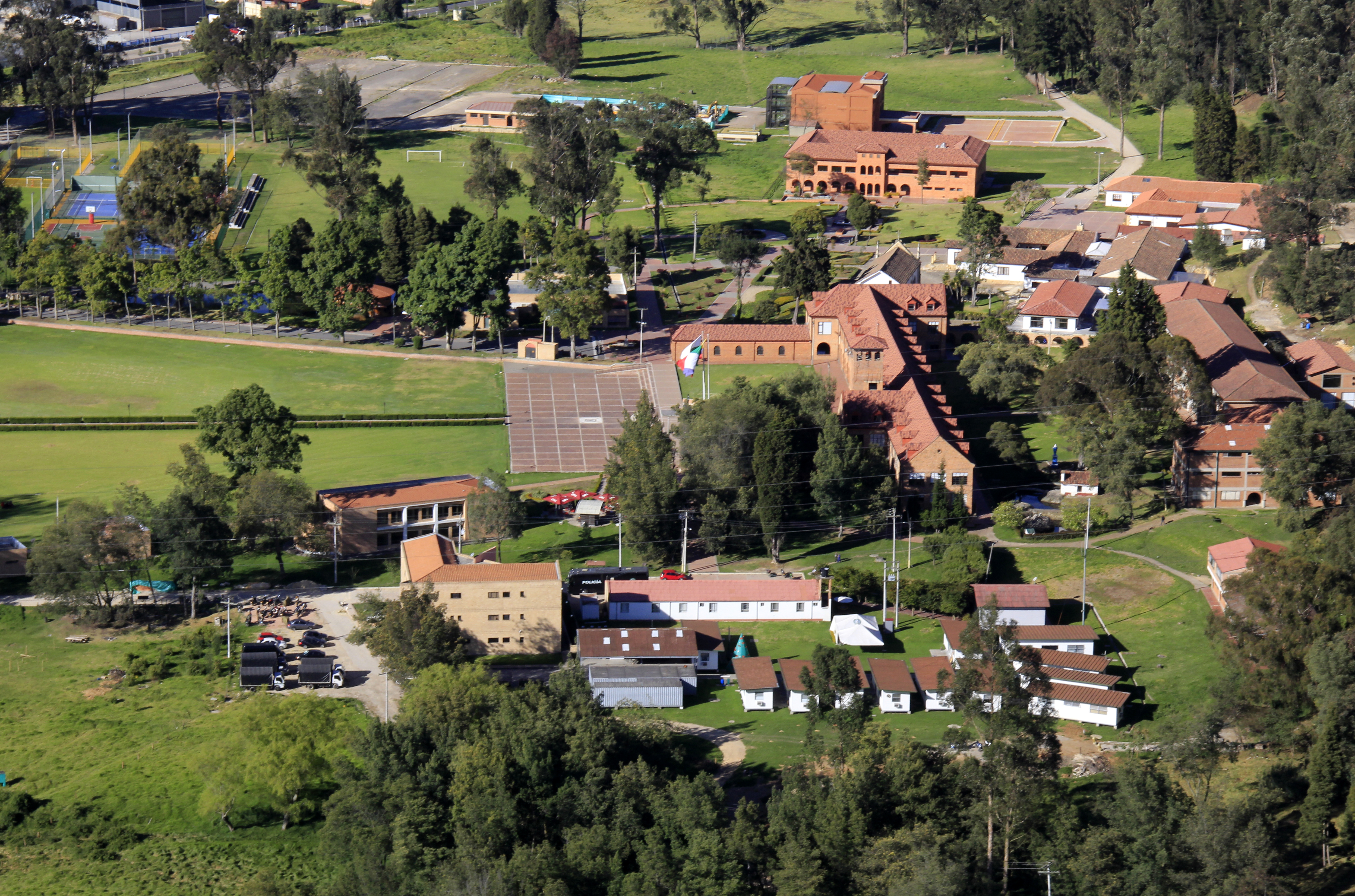
Hacienda San Benito.

Este centro de formación llega por fin a un lugar de estabilidad, se trata de la hacienda San Benito en el kilómetro 20 vía Sibaté, antiguo seminario, dándose paso a las más notables transformaciones de la Escuela de Suboficiales, que inició el 16 de enero de 1971.
Sibaté era un pequeño pueblo que se comunicaba con el centro de Bogotá y los municipios adyacentes, principalmente por vía férrea. Varias haciendas hacían parte de esta  región, entre las que se contaba la de Aguas Claras o San Benito. Sus propietarios cedieron algunos sus terrenos a la arquidiócesis de Bogotá, donde empezó a funcionar para esa época la Escuela Ricaurte. El padre Luis Gómez de Brigard fue el rector de esta escuela.
La escuela Ricaurte decreció y comenzó una nueva institución llamada Escuela Apostólica, dirigida por Alberto Uribe Urdaneta. Al mismo tiempo en Bogotá se creó el Seminario Menor, que tuvo como rector a Luis Gómez de Brigard. En la escuela apostólica los estudiantes realizaban parte del bachillerato y luego pasaban al seminario Menor ubicado en la calle 83 con carrera 7.
Uribe Urdaneta realizó muchas obras en beneficio de la Escuela Apostólica, fue encargado de terminar las instalaciones en ladrillo compuestas por dormitorios, oficinas, aulas y el salón de juegos donde los estudiantes observaban la proyección de películas o representaciones teatrales. Durante su periodo como director fueron creadas las canchas de tenis, dos canchas de fútbol y el lago en que participaban deportes en canoas.
Uribe Urdaneta dirigió los destinos de la Escuela Apostólica hasta 1953 y fue reemplazado por de Calderón, quien se encargó de construir una nueva capilla para la Escuela, dado que la construida en 1901 no tenía la capacidad de albergar a todos los estudiantes de la época.
En 1959 el obispo Concha determinó que el seminario Menor pasara a las instalaciones de la Escuela Apostólica, y como sus construcciones de ladrillo eran insuficientes ordenó la construcción de un pabellón Paralelo. Este seminario menor contó con cursos de primero a sexto de bachillerato.
El seminario Menor que había tenido muchas vocaciones comenzó a decrecer. Con la idea de convertirlo en un internado escolar, Aníbal Muñoz lo trasladó a la calle 8, junto con el Preseminario, en 1969 se decide vender las instalaciones de la hacienda San Benito a la Policía Nacional.
En estas instalaciones funciona desde el 16 de enero de 1971 la Esjim.
Directores Escuela
TC JORGE ROMERO LEON 
14-02-1950 al 01-07-1951 
MY JOSE MANUEL MENDOZA ESCOBAR 
01-07-1951 al 01-08-1952 
MY HENRY GARCIA BOHORQUEZ 
01-08-1952 al 01-08-1953 
MY LUIS ENRIQUE PUERTO RODRIGUEZ 
01-08-1953 al 10-12-1953 
MY PABLO ALFONSO ROSAS GUARIN 
11-12-1953 al 16-05-1955 
CT LUIS EDUARDO OSPINA NAVIA 
16-05-1955 al 27-06-1958 
CT RENE GORDILLO LOPERA 
27-06-1958 al 30-08-1958 
TC CESAR AUGUSTO TELLO RAMIREZ
30-08-1958 al 11-02-1961
CT LUIS DE ROSAS PEÑA
11-02-1961 al 04-08-1961
CT JOSE CHACON HERNANDEZ
05-08-1961 al 05-01-1963
MY CARLOS JULIO CORTES GRACIA 
05-01-1963 al 01-06-1964 
MY ALVARO LLAÑA VELASQUEZ 
04-08-1961 al 05-01-1963 
CT JAIME CARRILLO ORTIZ 
01-06-1964 al 01-08-1965 
CR ROBERTO MEJIA SOTO 
01-08-1965 al 01-01-1969 
CR VICTOR ALBERTO DELGADO MALLARINO 
01-01-1969 al 01-07-1972 
TC MANUEL TULIO SALINAS CANTIN 
01-07-1972 al 01-01-1974 
TC ALBERTO MONTENEGRO REVELO
01-01-1974 al 01-05-1974
CR CIRO ALFONSO CAMACHO GOMEZ 
01-05-1974 al 02-12-1976 
CR OSCAR HELD KLEE
02-12-1976 al 29-10-1977
TC HECTOR VALDERRAMA CAMPO  
29-10-1977 al 03-01-1978 
TC MIGUEL ALFREDO MAZA MARQUEZ 
03-01-1978 al 01-05-1978 
TC MIGUEL ANTONIO GOMEZ PADILLA  
01-05-1978 al 08-08-1978 
TC JOSE ANTONIO SALAMANCA ALBA 
08-08-1978 al 29-10-1978 
TC GUILLERMO CAMELO CALDAS 
29-10-1978 al 29-06-1979 
TC FRANCO IGNACIO PAZMIÑO GUERRERO
29-06-1979 al 27-12-1980
TC FABIO CAMPOS SILVA 
27-12-1980 al 03-01-1983
TC CARLOS JULIO PLATA BECERRA
03-01-1983 al 02-01-1984
CR VICTOR HUGO FERREIRA ABELLA 
03-01-1984 al 15-04-1985 
CR ALIRIO PEÑA DIAZ  
15-04-1985 al 28-06-1985 
CR GUILLERMO LEON DIETTES PEREZ 
28-06-1985 al 17-09-1986 
CR JAIRO ANTONIO RODRIGUEZ QUIÑONEZ 
17-09-1986 al 21-09-1987 
CR JORGE ERNESTO FERRERO ECHEVERRY 
21-09-1987 al 13-01-1989 
CR LUIS ENRIQUE MONTENEGRO RINCO 
13-01-1989 al 11-12-1989 
CR ALFREDO SALGADO MENDEZ
11-12-1989 al 10-01-1991
TC LUIS ALBERTO ROJAS MERCHAN
10-01-1991 al 08-01-1992
CR RAFAEL PARDO CORTES 
08-01-1992 al 19-09-1994 
CR ALVARO PANTOJA IBAÑEZ 
19-09-1994 al 01-09-1995 
CR JORGE SANCHEZ BARAZARTE
01-09-1995 al 03-09-1996
CR CARLOS MANUEL MARTINEZ HERRERA  
03-09-1996 al 13-04-1998 
TC RIGOBERTO ARGÜELLO PALACIOS  
13-04-1998 al 23-09-1998 
CR LUIS FERNANDO BAUTISTA URIBE  
23-09-1998 al 26-02-1999 
TC GLADYS AMPARO GUEVARA DIAZ
26-02-1999 al 22-04-1999
CR ALVARO BOTERO MEJIA 
22-04-1999 al 20-08-1999 
TC LUIS ANDRES ESTUPIÑAN CHAUSTRE 
20-08-1999 al 10-11-2000 
CR OLANDO PAEZ BARON 
10-11-2000 al 03-08-2002 
CR LEONED ADOLFO MOLINA BALLESTEROS 
03-08-2002 al 06-10-2002 
CR JUAN NEPOMUCENO JARAMILLO NIETO 
06-10-2002 al 23-11-2003 
CR LUIS JAVIER VELASQUEZ ABAD 
23-11-2003 al 17-07-2005 
CR JAVIER CIFUENTES MORALES 
17-07-2005 al 01-09-2006 
CR RODRIGO GONZALEZ HERRERA
01-09-2006 al 30-11-2009
TC FREDY ALBERTO TIBADUIZA NIÑO 
30-11-2009 al 21-08-2012 
CR VICTOR ALFONSO ROJAS SILVA 
21-08-2012 al 11-11-2014 
CR ELIECER CAMACHO JIMENEZ 
11-11-2014 al 25-05-2015 
CR MAURICIO PEREZ CACERES
25-05-2015 al 16-11-2017
CR LUIS FERNANDO GONZALEZ HERRERA
01-12-2017 al 24-01-2020
CR OLGA PATRICIA SALAZAR SANCHEZ
24-01-2020 al 06-02-2021
CR WILLIAM OSWALDO RINCON ZAMBRANO
08-02-2021 al 25-10-2021
CR DORIS EDITH MANOSALVA PINTO
26-10-2021 al 14-09-2022
CR QUILIAN WILFREDO NOVOA PIÑEROS
16-09-2022 al 15-04-2024
CR JIMMY BARBERI FORERO 
15-04-2024 Actual

## Construcciones representativas

### Capilla Virgen María Inmaculada Concepción

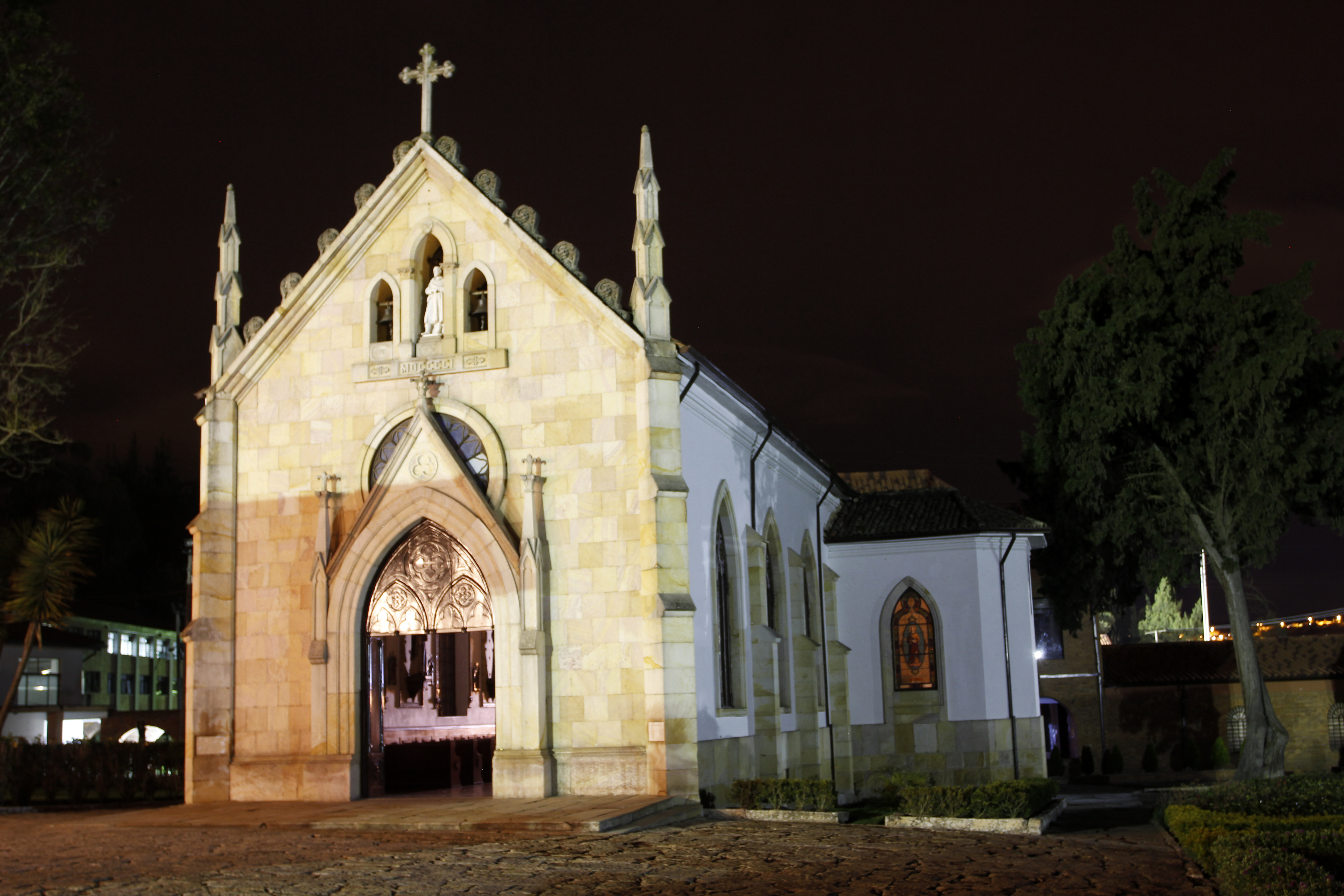
Capilla Virgen María Inmaculada Concepción.

Estilo gótico y construida en 1901 por Eugenio Umaña Santa María en su fachada y en alto relieve en piedra, ostenta su construcción. Fue reconstruida en 1911 a causa de un temblor. Mantiene en su fachada dos columnas reclinadas que rematan en picos, el remate adornado con diez volutas y en su punta una Cruz. La portada tiene dos columnas que finalizan en picos, un arco apuntado con un adorno superpuesto, medio ventanal con vidrios de colores encima de lo cual se aprecian tres bóvedas, en el centro de éstos la imagen de San Benito, importada por Umaña desde Francia. Al lado de las campanas, debajo, está la inscripción en número romano de MDCCCI. 
El interior mantiene su estructura original. El techo tiene una estructura en relieve en colores gris, azul y vinotinto con arcos apuntados y flores de lis; debajo, una cenefa decorada con hojas de acanto, las paredes laterales cuentan con tres vitrales franceses cada uno con un rostro en la parte superior que corresponde a los apóstoles. En el altar, remodelado en el techo, se observa un fresco representando los nueve coros angélicos, obra de la mano del pintor académico Ricardo Acevedo Bernal.

### Capilla Oratorio
La antigua casa de la hacienda bien construida, amplia, rodeada de jardines y adornada con árboles, abundantes y cristalinas aguas, tenía amplias estancias, un patio central; tenía una capilla blanca construida de forma rudimentaria entre 1895 y 1901 sobre una gran piedra alrededor de un lago. Este era utilizado para realizar actividades recreativas por los estudiantes del seminario menor de Bogotá. En 2001, alrededor de la capilla se dispone una malla de angeo, con el fin de proteger los patos que tenían su hábitat en el lago. En 2002, la capilla es reformada.

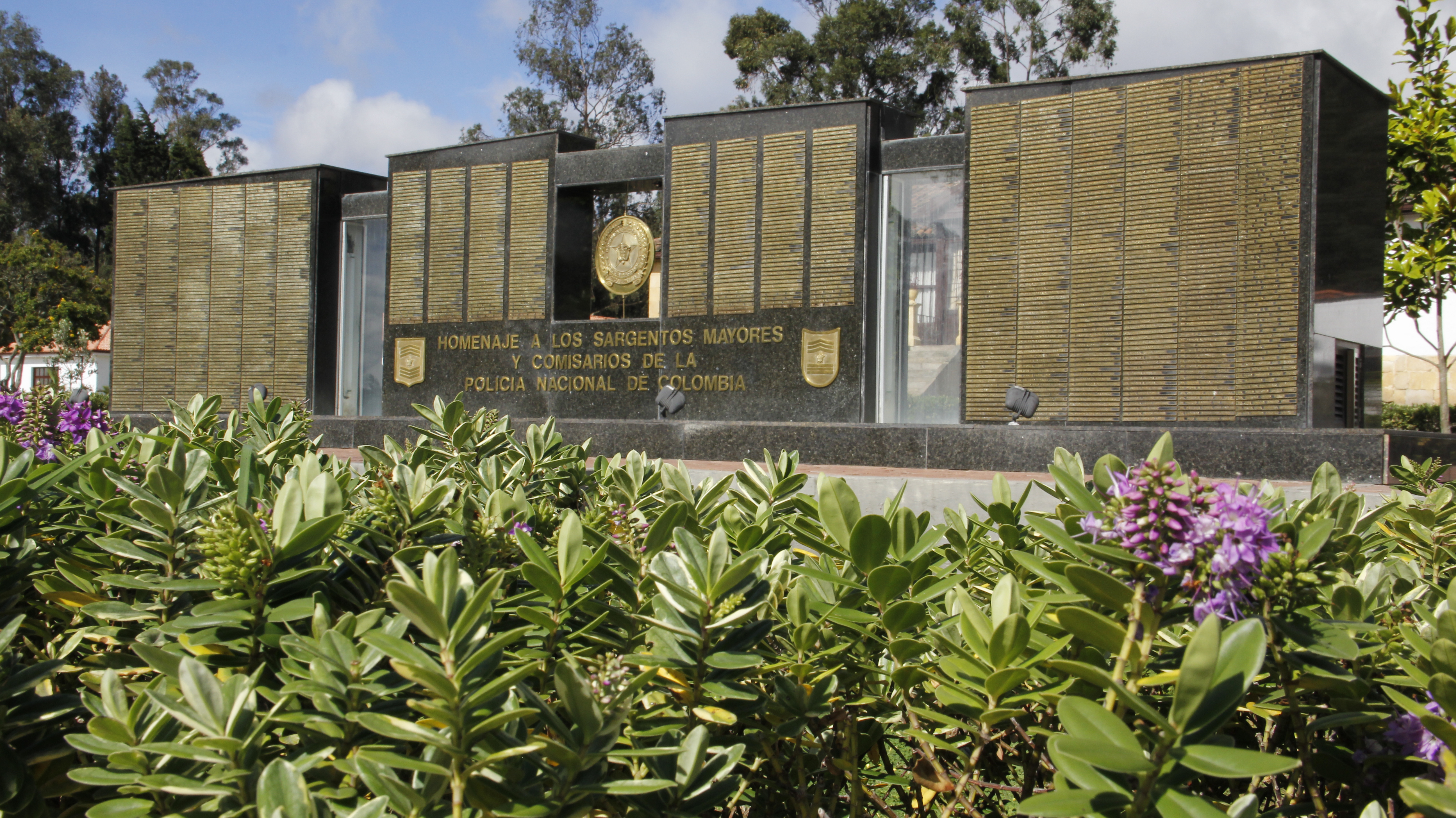
Monumento a los Sargentos Mayores y Comisarios.

### Monumentos
El primer monumento a Gonzalo Jiménez de Quesada 1982, ubicado al ingreso de la escuela junto al lago. En 2008 por adecuación del campo de ceremonias e instalación del terraplén, se desplaza este monumento al parqueadero de estudiantes. El segundo monumento fue ubicado al ingreso del comedor de los estudiantes e inaugurado en 2012 junto con el comedor de estudiantes en el aniversario No 62 de la Escuela. En septiembre del 2015 se trasladó a la rotonda donde finaliza la avenida principal de ingreso al centro docente.
El Monumento a la Mujer Policía fue construida mediante la gestión y colaboración de la compañía Francisco José de Caldas del tercer ciclo de patrulleros que adelantaba curso de ascenso a subintendentes. Está dedicado a la subintendente Dionis Marmolejo Zea, que murió tratando de desactivar una bomba. El Monumento Sargento Mayor Luis Alberto Torres Huertas fue instalada en 2009. Esta obra se hizo en homenaje a este célebre suboficial, nacido en Turmequé, el 6 de noviembre de 1903. Otros monumentos son el Monumento Fuente de la Vida, el Monumento a los Sargentos Mayores y Comisarios y el Monumento al Suboficial. 
En marzo del 2015 se inauguró el Museo de la Suboficialidad.